# Sphiggurus ichillus
Sphiggurus ichillus é uma espécie de roedor da família Erethizontidae. Pode ser encontrada no este do Equador e no Peru.